# Microthamnium nervosum
Microthamnium nervosum là một loài Rêu trong họ Hypnaceae. Loài này được Kiaer ex Renauld mô tả khoa học đầu tiên năm 1897.